# Austrochrysa samoana
Austrochrysa samoana är en insektsart som beskrevs av Peter Esben-Petersen 1928. 
Austrochrysa samoana ingår i släktet Austrochrysa och familjen guldögonsländor. Inga underarter finns listade i Catalogue of Life.